# Saccharodite basicolorata
Saccharodite basicolorata är en insektsart som beskrevs av Bernhard Zelazny 1981. Saccharodite basicolorata ingår i släktet Saccharodite och familjen Derbidae. Inga underarter finns listade i Catalogue of Life.